# Krpasta češljugovina
Krpasta češljugovina (češljasta češljiga, lat. Dipsacus laciniatus), biljna vrsta iz porodice kozokrvnica, rod češljugovina. raširena je po dijelovima Europe i jugozapadne Azije. Raste i u Hrvatskoj.